# Progressione del record mondiale dei 1500 metri piani maschili

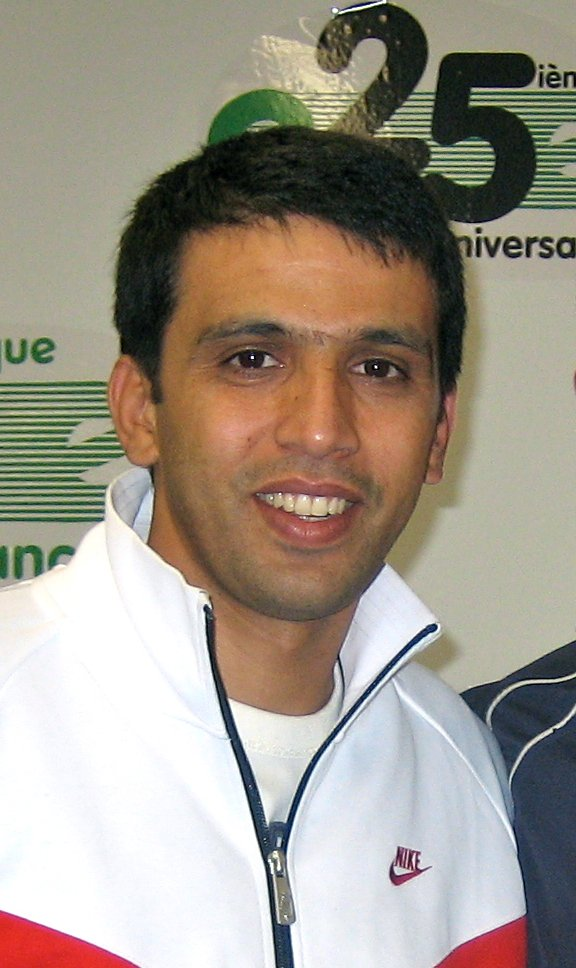
Hicham El Guerrouj, detentore del record mondiale della specialità

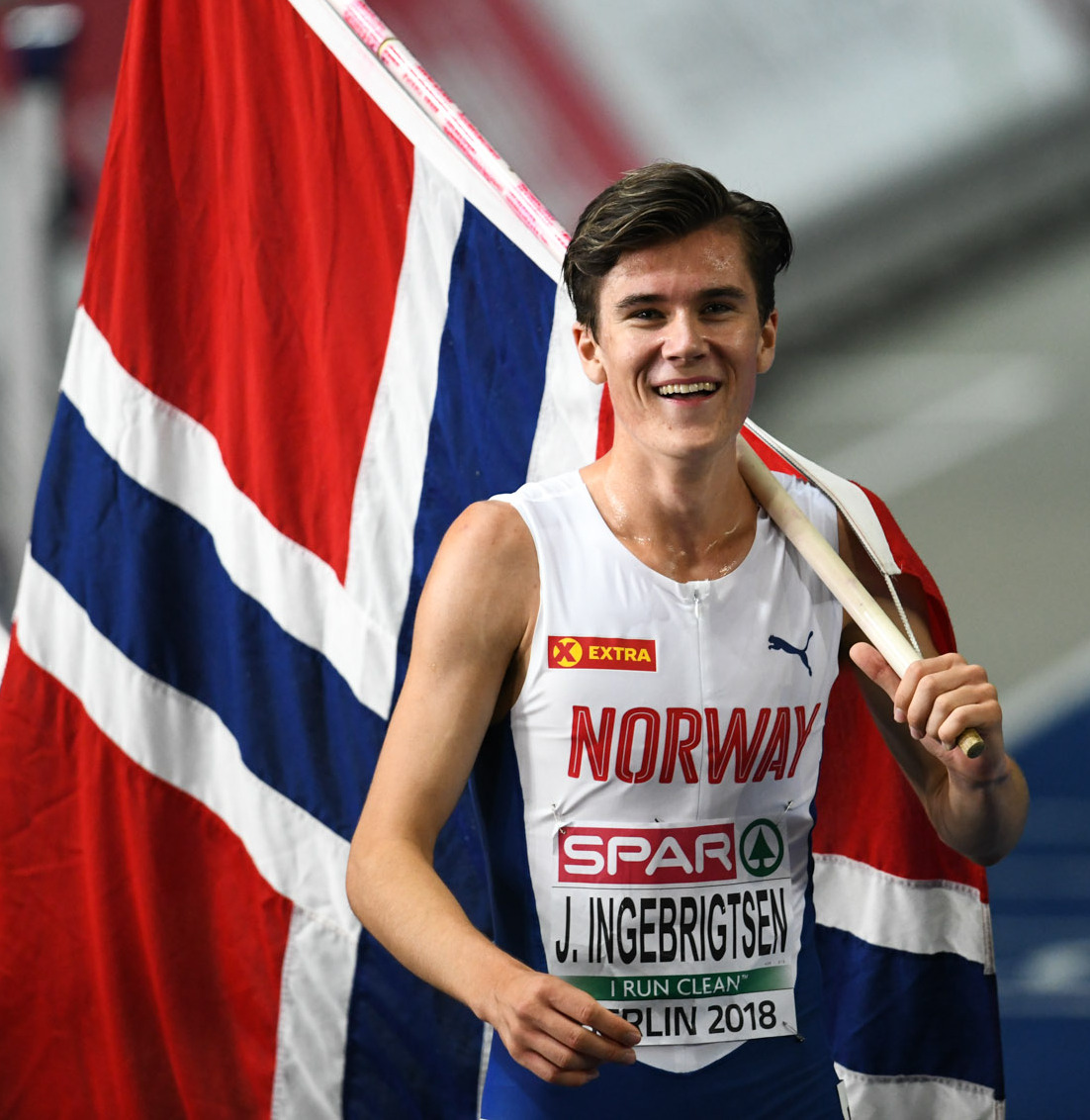
Jakob Ingebrigtsen, detentore del record mondiale indoor

La voce seguente illustra la progressione del record mondiale dei 1500 metri piani maschili di atletica leggera.
La gara dei 1500 metri piani divenne comune in Europa nella seconda metà del XIX secolo, probabilmente come versione metrica della distanza del miglio (1609,344 metri), una distanza molto popolare nei paesi di lingua inglese.
Il primo record mondiale maschile venne riconosciuto dalla federazione internazionale di atletica leggera nel 1912, mentre il primo record mondiale indoor risale al 1986. Ad oggi, la World Athletics ha ratificato ufficialmente 38 record mondiali assoluti e 7 record mondiali indoor di specialità.

## Progressione

### Record assoluti
| Tempo            | Atleta              | Nazione        | Luogo                          | Data              | Note  |
| ---------------- | ------------------- | -------------- | ------------------------------ | ----------------- | ----- |
| 3'55"8 m         | Abel Kiviat         | Stati Uniti    | Cambridge, Stati Uniti         | 6 agosto 1912     |       |
| 3'54"7 m         | John Zander         | Svezia         | Stoccolma, Svezia              | 5 agosto 1917     |       |
| 3'52"6 m         | Paavo Nurmi         | Finlandia      | Helsinki, Finlandia            | 19 giugno 1924    |       |
| 3'51"0 m         | Otto Peltzer        | Germania       | Berlino, Germania              | 11 settembre 1926 |       |
| 3'49"2 m         | Jules Ladoumègue    | Francia        | Parigi, Francia                | 5 ottobre 1930    |       |
| 3'49"2 m         | Luigi Beccali       | Italia         | Torino, Italia                 | 9 settembre 1933  |       |
| 3'49"0 m         | Luigi Beccali       | Italia         | Milano, Italia                 | 17 settembre 1933 |       |
| 3'48"8 m         | Bill Bonthron       | Stati Uniti    | Milwaukee, Stati Uniti         | 30 giugno 1934    |       |
| 3'47"8 m         | Jack Lovelock       | Nuova Zelanda  | Berlino, Germania              | 6 agosto 1936     |       |
| 3'47"6 m         | Gunder Hägg         | Svezia         | Stoccolma, Svezia              | 10 agosto 1941    |       |
| 3'45"8 m         | Gunder Hägg         | Svezia         | Stoccolma, Svezia              | 17 luglio 1942    |       |
| 3'45"0 m         | Arne Andersson      | Svezia         | Göteborg, Svezia               | 17 agosto 1943    |       |
| 3'43"0 m         | Gunder Hägg         | Svezia         | Göteborg, Svezia               | 7 luglio 1944     |       |
| 3'43"0 m         | Lennart Strand      | Svezia         | Malmö, Svezia                  | 15 luglio 1947    |       |
| 3'43"0 m         | Werner Lueg         | Germania Ovest | Berlino Ovest, Germania Ovest  | 29 giugno 1952    |       |
| 3'42"8 m         | Wes Santee          | Stati Uniti    | Compton, Stati Uniti           | 4 giugno 1954     | +     |
| 3'41"8 m         | John Landy          | Australia      | Turku, Finlandia               | 21 giugno 1954    | +     |
| 3'40"8 m         | Sándor Iharos       | Ungheria       | Helsinki, Finlandia            | 28 luglio 1955    |       |
| 3'40"8 m         | László Tábori       | Ungheria       | Oslo, Norvegia                 | 6 settembre 1955  |       |
| 3'40"8 m         | Gunnar Nielsen      | Danimarca      | Oslo, Norvegia                 | 6 settembre 1955  |       |
| 3'40"6 m         | István Rózsavölgyi  | Ungheria       | Tata, Ungheria                 | 3 agosto 1956     |       |
| 3'40"2 m         | Olavi Salsola       | Finlandia      | Turku, Finlandia               | 11 luglio 1957    |       |
| 3'40"2 m         | Olavi Salonen       | Finlandia      | Turku, Finlandia               | 11 luglio 1957    |       |
| 3'38"1 m         | Stanislav Jungwirth | Cecoslovacchia | Stará Boleslav, Cecoslovacchia | 12 luglio 1957    |       |
| 3'36"0 m         | Herb Elliott        | Australia      | Göteborg, Svezia               | 28 agosto 1958    |       |
| 3'35"6 m         | Herb Elliott        | Australia      | Roma, Italia                   | 6 settembre 1960  |       |
| 3'33"1 m         | Jim Ryun            | Stati Uniti    | Los Angeles, Stati Uniti       | 8 luglio 1967     |       |
| 3'32"2 m         | Filbert Bayi        | Tanzania       | Christchurch, Nuova Zelanda    | 2 febbraio 1974   | [ 4 ] |
| 3'32"1 m         | Sebastian Coe       | Regno Unito    | Zurigo, Svizzera               | 15 agosto 1979    | [ 5 ] |
| 3'32"1 m         | Steve Ovett         | Regno Unito    | Oslo, Norvegia                 | 15 luglio 1980    | [ 6 ] |
| 3'31"4 m 3'31"36 | Steve Ovett         | Regno Unito    | Coblenza, Germania Ovest       | 27 agosto 1980    | [ 7 ] |
| 3'31"24          | Sydney Maree        | Stati Uniti    | Colonia, Germania Ovest        | 28 agosto 1983    |       |
| 3'30"77          | Steve Ovett         | Regno Unito    | Rieti, Italia                  | 4 settembre 1983  |       |
| 3'29"67          | Steve Cram          | Regno Unito    | Nizza, Francia                 | 16 luglio 1985    |       |
| 3'29"46          | Saïd Aouita         | Marocco        | Berlino Ovest, Germania Ovest  | 23 agosto 1985    |       |
| 3'28"86          | Noureddine Morceli  | Algeria        | Rieti, Italia                  | 6 settembre 1992  |       |
| 3'27"37          | Noureddine Morceli  | Algeria        | Nizza, Francia                 | 12 luglio 1995    |       |
| 3'26"00          | Hicham El Guerrouj  | Marocco        | Roma, Italia                   | 14 luglio 1998    |       |

### Record indoor
| Tempo    | Atleta             | Nazione     | Luogo                        | Data             | Note |
| -------- | ------------------ | ----------- | ---------------------------- | ---------------- | ---- |
| 3'36"03  | José Luis González | Spagna      | Oviedo, Spagna               | 1º marzo 1986    |      |
| 3'35"6 m | Marcus O'Sullivan  | Irlanda     | East Rutherford, Stati Uniti | 10 febbraio 1989 | +    |
| 3'34"20  | Peter Elliott      | Regno Unito | Siviglia, Spagna             | 27 febbraio 1990 |      |
| 3'34"16  | Noureddine Morceli | Algeria     | Siviglia, Spagna             | 28 febbraio 1991 |      |
| 3'31"18  | Hicham El Guerrouj | Marocco     | Stoccarda, Germania          | 2 febbraio 1997  |      |
| 3'31"04  | Samuel Tefera      | Etiopia     | Birmingham, Regno Unito      | 16 febbraio 2019 |      |
| 3'30"60  | Jakob Ingebrigtsen | Norvegia    | Liévin, Francia              | 17 febbraio 2022 |      |